# Mejitzá

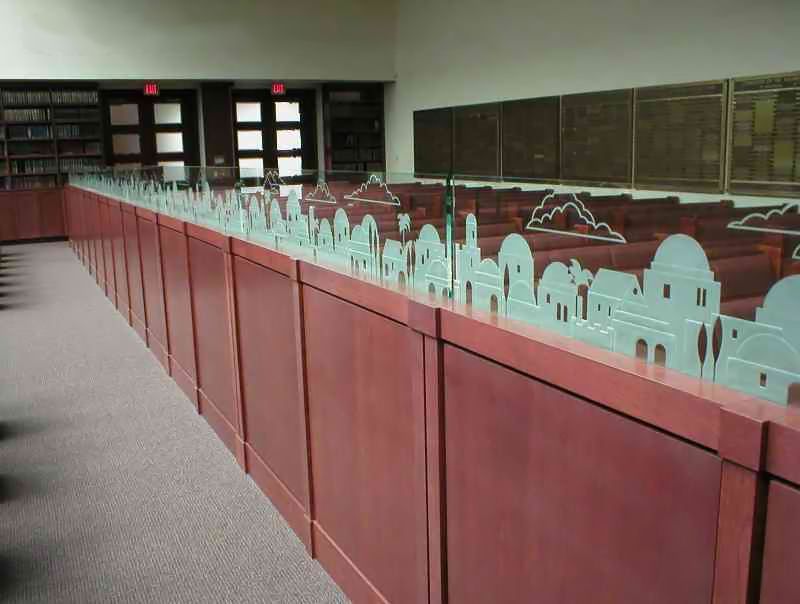
Mejitza, o división de hombres y mujeres en una sinagoga

La Mejitzá (del hebreo מחיצה, partición o división, pl.: מחיצות, mechitzot) en el judaísmo ortodoxo es una división que se hace en las sinagogas para separar hombres y mujeres.
El principio fundamental de la plegaria es establecer una concentración entre los asistentes y la oración, aunque existen otras opiniones al respecto que indican para separar mujeres en estado de impureza menstrual pero que tienen derecho de hacer sus plegarias en la sinagoga. Hoy en día el motivo más difundido es evitar la distracción que pudiera existir entre hombres mujeres con respecto al servicio religioso de la sinagoga.